# Gerharda Matthijssen
Gerharda Henriëtte Matthijssen (Leeuwarden, 19 oktober 1830 – Amsterdam, 23 december 1907) was een Nederlands kunstenares en initiatiefneemster van de Tentoonstelling van Voorwerpen van Nijverheid en Kunst door Vrouwen Vervaardigd (1878), de eerste nationale tentoonstelling omtrent dit onderwerp. Tevens was zij een van de eerste vrouwelijke fotografen en galeriehouders in Nederland.

## Levensloop

### Familie
Matthijssen werd op 19 oktober 1830 geboren te Leeuwarden. Ze was de dochter van schilder, tekenaar en lithograaf Jan Hendrik Matthijssen (1777-1855). Ze had zeven broers en zussen.

### Loopbaan

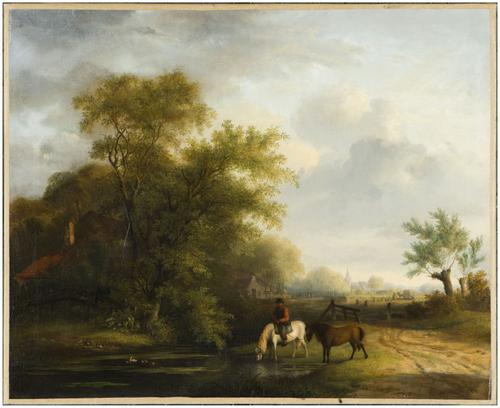
Zomers landschap (1855).
Schilderij van Gerarda Matthijssen

Vanaf haar zestiende levensjaar begon Matthijssen haar schilderwerken te exposeren op verschillende tentoonstellingen in Leeuwarden. Ook gaf ze vanaf ongeveer 1860, mogelijk al eerder, onderwijs in de tekenkunst. Aan het eind van de jaren 60 van de 19e eeuw was ze werkzaam als fotograaf. Volgens historicus Peter Karstkarel maakt dit haar wellicht tot de eerste professionele vrouwelijke fotograaf in Nederland. Op de Historische Tentoonstelling te Leeuwarden in 1877 mocht ze een fotoalbum aanbieden aan koning Willem III. Vanaf 1878 hield ze een Fine Art Gallery te Leeuwarden. Deze galerie, waar ze onder andere werken van de broers Theo en Anton Molkenboer toonde, hield ze tot het begin van de 20e eeuw.

### Tentoonstelling van 1878
Matthijssen begon in 1877 met de organisatie van een tentoonstelling die de werken van vrouwen in de nijverheidssector voor het voetlicht zou brengen. Hoewel een dergelijke tentoonstelling op stedelijk niveau al eerder was georganiseerd, in 1871 te Delft, was dit de eerste landelijke tentoonstelling omtrent het werk van vrouwen. De tentoonstelling vond juni en juli 1878 plaats in een manege te Leeuwarden. Er werden drieduizend bijdragen, waaronder werken van Anna Maria van Schurman, getoond. Ook werd het recentelijk behaalde artsdiploma van Aletta Jacobs ten toon gesteld.

## Latere leven en nalatenschap
In 1904 verhuisde Gerharda Matthijssen naar Amsterdam, waar ze op 23 december 1907 overleed. Ze is 77 jaar geworden.
De door Matthijssen georganiseerde tentoonstelling werd in een terugblik in 1908 door Johanna Naber genoemd als een voorloper van de bekendere Nationale Tentoonstelling van Vrouwenarbeid in 1898.